# 関信太郎
関 信太郎（せき しんたろう、1884年（明治17年）10月5日 - 1962年（昭和37年）7月24日）は、日本の実業家。奈良瓦斯会社創業者。

## 人物
奈良県奈良市出身。関藤次郎の長男。奈良瓦斯会社を創業、1912年、ガス供給を開始。また奈良自動車の経営に携わる。戦後は依水園園主として観光事業にも取り組む。銀行、会社の重役であった。
宗教は真宗。趣味は読書、旅行。住所は奈良県奈良市水門町、同市下御門町。

## 家族・親族
関家
- 父・藤次郎（1864年[4] - 1931年、奈良平民、呉服商、実業家、資産家）[4]
- 弟・俊吉（1888年 - 1961年、衆議院議員）